# Ilford Photo

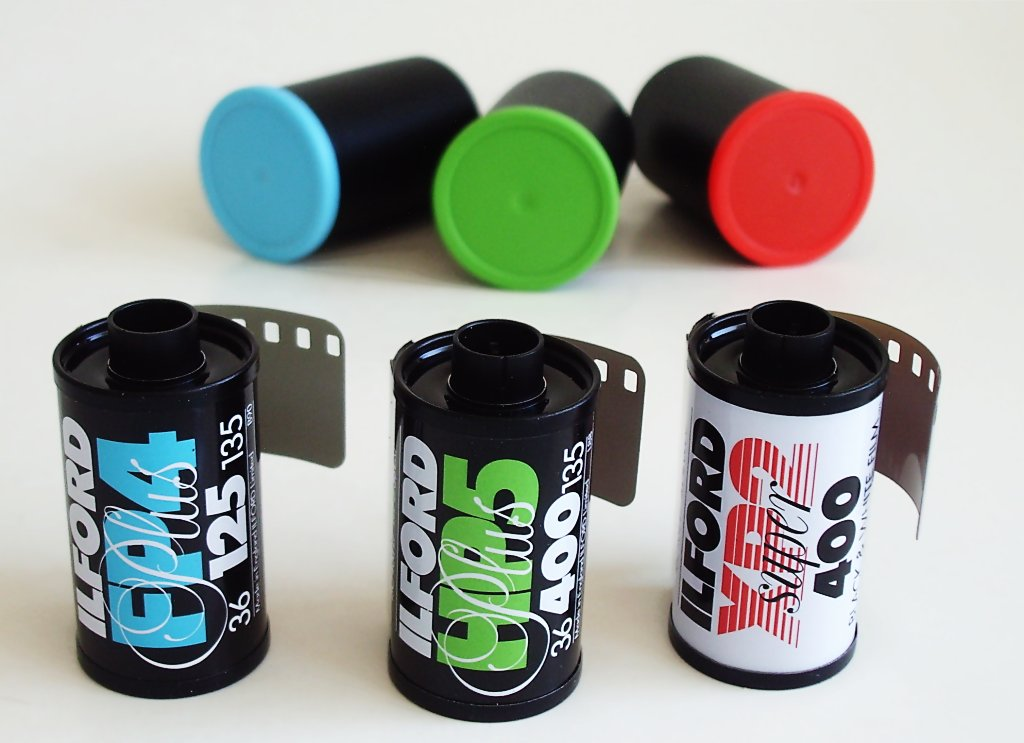
Rollos fotográficos Ilford

Ilford es una compañía con base en Gran Bretaña dedicada a la producción de materiales fotográficos (químicos, películas y papel fotográfico) principalmente para la fotografía en blanco y negro.
Sus productos tienen una gran aceptación entre los fotógrafos y son vendidos en todo el mundo.
Fue fundada en 1879 por Alfred Hugh Harman
- Datos: Q282150
- Multimedia: Ilford Photo / Q282150